# Carl Graebe
Carl James Peter Graebe (även Gräbe), född 24 februari 1841 i Frankfurt am Main, död där 19 januari 1927, var en tysk kemist.
Graebe blev professor i Königsberg 1870 och i Genève (vid École de chimie organique) 1879. Han lyckades redan 1869 tillsammans med Carl Liebermann att på syntetisk väg framställa färgämnet alizarin. Detta artificiella färgämne undanträngde sedermera krapprotens naturliga färgämne. Graebes övriga arbeten behandlar ftalsyra, naftalin-, antracen- och fenantrenderivat.